# Gosplan
El Gosplan (rus: Госплан) era el comitè per a la planificació econòmica a la Unió Soviètica. La paraula Gosplan és una abreviatura de Gosudarstvennyi Komitet po Planirovaniyu (rus: Государственный комитет по планированию), Comitè Estatal de Planificació. Una de les seves principals tasques era l'elaboració dels plans quinquennals.
L'organització va ser creada el 22 de febrer de 1921 per un decret del Consell de Comissaris del Poble de la RSFS de Rússia sota la denominació de Comissió Estatal de Planificació de la RSFSR'. El prototip del seu treball va ser el Pla GOELRO. Amb la creació de la Unió de Repúbliques Socialistes Soviètiques, el 21 d'agost de 1923 va ser establerta la Comissió Estatal de Planificació de l'URSS en el Consell de Treball i Defensa. L'abreviatura Gosplan ha estat en ús des d'aquest any.
Inicialment el Gosplan tenia un paper consultiu. La seva tasca era coordinar els plans de les Repúbliques de la Unió Soviètica i la creació d'un pla comú de la Unió. Des 1925 el Gosplan va començar a crear plans econòmics comuns, coneguts sota el nom de números de control.
El seu treball estava coordinat amb el Directori Estadístic Central de l'URSS, el Ministeri de Finances i el Consell d'Economia Estatal de la Unió, i més tard amb el Gosbank i el Gossnab.
Amb la introducció dels plans quinquennals en 1928 el Gosplan va esdevenir el responsable principal per a la seva creació i supervisió d'acord amb els objectius marcats pel Partit Comunista de la Unió Soviètica.
En 1930 el Directori Estadístic va ser fusionat al Gosplan, i el 3 de febrer de 1931 el Gosplan va ser subordinat al Consell de Comissaris del Poble.
Al maig de 1955 el Gosplan va ser dividit en dues comissions: una de perspectives de planificació i una altra de planificació corrent. El treball d'aquesta última estava basat en plans quinquennals dissenyats pel Gosplan, que planificava per a 10-15 anys.
La seu del Gosplan estava al mateix edifici que ara acull el Consell Federal de la Duma Estatal de Rússia, a Moscou.